# James Flynn
James Robert Flynn (ur. 28 kwietnia 1934 w Chicago, zm. 11 grudnia 2020 w Dunedin) – nowozelandzki filozof i psycholog pochodzący ze Stanów Zjednoczonych, profesor Uniwersytetu Otago. Jego zainteresowania badawcze obejmują filozofię moralną i filozofię polityczną, problematykę ideologii oraz kontrowersji związanych z kwestiami rasowymi, klasowymi oraz ilorazem inteligencji. Jako pierwszy opisał tzw. efekt Flynna – zjawisko polegającego na tym, że wraz z upływem czasu następuje globalny wzrost ilorazu inteligencji w populacji.
Na podstawie badań 14 grup narodowościowych wywnioskował, że w ciągu minionych 50 lat iloraz inteligencji mierzony standardowymi testami psychologicznymi zwiększył się o około 15 punktów. Zjawisko to tłumaczy się zmianami w warunkach życiowych ludności (lepsze odżywianie) i zmianami kulturowymi związanymi z praktykami wychowawczymi, warunkami kształcenia dzieci i młodzieży etc.

## Publikacje

### Książkowe
- Does your family make you smarter? Nature, nurture, and human autonomy (2016)
- Intelligence and human progress: The story of what was hidden in our genes (2013)
- Beyond patriotism: From Truman to Obama (2012)
- How to improve your mind: Twenty keys to unlock the modern world (2012)
- Fate & philosophy: A journey through life's great questions (2012)
- Are we getting smarter? Rising IQ in the twenty-first century (2012)
- Where have all the liberals gone? Race, class, and ideals in America (2008)
- What is intelligence? Beyond the Flynn Effect (2007)
- How to Defend Humane Ideals: Substitues for Objectivity (2000)

### Artykuły
- Massive IQ gains in 14 nations: What IQ tests really measure, Psychological Bulletin, 101, s. 171–191.